# Томськ (аеропорт)
Аеропорт Богашево також Аеропорт Томськ (IATA: TOF, ICAO: UNTT) - основний діючий міжнародний аеропорт  федерального значення  міста Томськ, Росія. Розташований за 14 км від південно-східної околиці Томська і за 4,5 км від залізничної станції Богашево в селищі Аеропорт Томського району Томської області.
Аеропорт було відкрито у листопаді 1967 року на замінену аеропорту "Каштак" у місті Томськ. На місці аеропорту Каштак спорудили спальний район Томська.

## Приймаємі типи повітряних суден
- літаки:Цессна-208В Grand Caravan, Ан-2, Ан-3, Ан-12, Ан-24, Ан-26, Ан-74, Ан-140, Ан-148 (100), Боїнг-737 (300, 400, 500, 700, 800), Боїнг-757 (200), Боїнг-767 (200, 300), Ил-76, Л-410, Ту-134, Ту-154, Ту-154М, Ту-154Б, Ту-204, Ту-214, Як-18, Як-40, Як-42, Airbus A319, Airbus A320, Airbus A321, ATR 42, ATR 72, BAe-125 (700), Bombardier CRJ (100, 200), Challenger, Falcon, Glex, Gulfstream, HS-125 (700), Saab 340, Saab 2000 та їх модифікації. Повітряні судна  III і IV кл [6][7].
- вертольоти: всіх типів, зокрема Мі-2, Мі-8, Мі-171[6].

## Авіалінії та напрямки, листопад 2020
| Авіакомпанія      | Пункт призначення                                                |
| ----------------- | ---------------------------------------------------------------- |
| Aeroflot          | Красноярськ-Ємельяново, Москва-Шереметьєво                       |
| Алроса            | Сезонний: Анапа, Сімферополь, Сочі                               |
| Angara Airlines   | Новосибірськ                                                     |
| Azur Air          | Сезонний чартер: Анталія, Камрань, Пхукет                        |
| NordStar          | Красноярськ-Ємельяново, Кизил, Сургут                            |
| Nordwind Airlines | Москва-Шереметьєво Сезонний: Сімферополь                         |
| Pegas Fly         | Сезонний: Сімферополь                                            |
| Royal Flight      | Сезонний чартер: Крабі, Паттайя                                  |
| RusLine           | Єкатеринбург                                                     |
| S7 Airlines       | Москва-Домодєдово, Новосибірськ, Ст Петербург                    |
| SiLA              | Абакан, Барнаул, Каргасок, Кедровий, Новокузнецьк, Новий Васюган |
| Turukhan Airlines | Стрежевой                                                        |
| Ural Airlines     | Москва-Домодєдово, Ст Петербург                                  |
| UVT Aero          | Казань                                                           |